# Chris Higgins
Christopher "Chris" Higgins, även känd som Higgins X-13 eller Cosmic Chris, född 23 september 1972 i New York, är en amerikansk musiker som för närvarande är medlem i Wank. Higgins är mest känd för sitt samarbete med The Offspring; han började som råddare hos The Offspring under 1994, där han ibland uppträdde tillsammans med bandet. Higgins hade flera olika roller inom The Offspring, däribland turné- och studiomedlem samt producent av demoinspelningar. Han slutade turnera med bandet 2005, men medverkade på Rise and Fall, Rage and Grace 2008. Higgins har själv sagt att han lämnade bandet på grund av flera olika anledningar, där en av dem var att han genomgick en "andlig förvandling" och valde att tillbringa mer tid med sin familj och sin kristna församling.
Sedan dess har Higgins uppträtt tillsammans med Wank och Sleeping Dogs. Han har även arbetat vid St. John's Lutheran Church i Orange, Kalifornien.